# Jean-Baptiste Berthier (Priester)

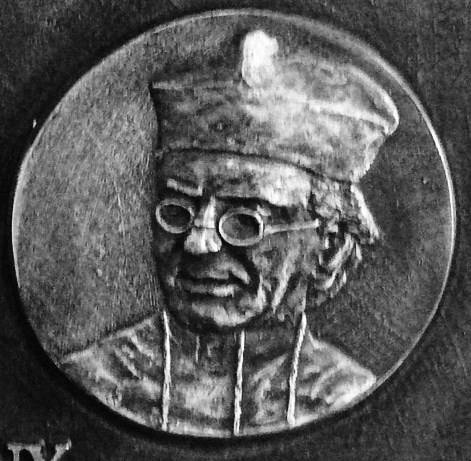
Plakette in Posen

Jean-Baptiste Berthier (* 24. Februar 1840 in Châtonnay, Frankreich; † 16. Oktober 1908 in Grave, Niederlande) war ein französischer Priester und Ordensgründer.

## Leben
Jean-Baptiste Berthier war Sohn eines Bauern. Berthier trat 1862 in die Ordensgemeinschaft der Missionare Unserer lieben Frau von La Salette ein und wirkte dort zunächst an der Wallfahrtskirche in La Salette, einem zum Bistum Grenoble-Vienne gehörenden Dorf in den südfranzösischen Alpen, dann in Diözesen in ganz Frankreich als Volksmissionar. 
1895 gründete er in Grave die Kongregation der Missionare von der Heiligen Familie (MSF) zur Ausbildung Spätberufener zum Priesteramt. Berthier verfasste 36 theologisch-asketische Werke. Sein Seligsprechungsprozess hat 1953 begonnen. Am 19. Mai 2018 erkannte ihm Papst Franziskus den heroischen Tugendgrad zu.

## Werke
- Le Prêtre dans le Ministère, Paris, 1883
- Le Sacerdote, Paris, 1894
- Compendium Theologiae, Grenoble, 1887

## Weblink
- Bildnis Berthiers im Museumsobjektportal "museum-digital"